# 高原愛
高原 愛（たかはら あい、1990年1月5日 - ）は、日本のモデル。大阪府堺市出身。イプシロン所属。

## 略歴
関西大学化学生命工学部卒業。
大学時代からモデル活動を始めていたが2012年、上京して本格的にモデルの仕事を始める。
2013年10月、2014年度トリンプ・イメージガールに選出。

## 人物
特技は料理、キックボクシング、ボルダリング。
たんぱく質を多く摂る食事をしている。

## 出演

### 雑誌
- 光文社「CLASSY.」
- 小学館「Oggi」
- 小学館「ＤＩＭＥ」
- 講談社「with」
- 双葉社「girls！」
- 角川春樹事務所「美人百花」
- 白夜書房「月刊オーディション」
- 新潮社「ROLａ」
- 学研パブリッシング「ＦＩＴＴＥ」
- 髪書房「Ocappa」

### TV
- 東京上級デート（テレビ朝日、2014年3月26日）
- キスマイBUSAIKU!?（フジテレビ、2014年3月26日）

### ラジオ
- Ameba Studio （2014年1月）
- 古坂大魔王 ツギコレ（ニッポン放送、2014年1月）
- I LOVE BEAUTY（ラジオ日本、2014年4月30日）

### CM
- 日本経済大学
- 関西電力「ケイ・オプティコムeo光」

### 広告・スチール
- イオンバイク
- アスリエスポーツクラブ
- ジェイエステ
- BLSRジュエリー
- ソフトバンク×ディズニー
- 東京ドームホテルウェディング
- 第22代2014トリンプ・イメージガール[1][9]
- バッグブランド「efffy」
- 貝印 ホットアイラッシュカラー
- イオンモール盛岡
- 日本特殊陶業
- 銀座カラー
- 花のれん
- 紳士服はるやま
- フジドリームエアラインズ
- 南海電鉄
- アシックス

### ショー
- 東京ランウェイ2014[10]
- ASIA YOUNG　COLLECTION in上海　2014S/S
- GirlsAward2014S/S
- きもの三松
- フォーシス＆カンパニー
- BONMAX
- 東京コレクション「et momonakia」
- 神戸コレクションプリュス
- カーシーカシマ
- セロリー
- 髙島屋
- ROCKPRORT